# Francisco Matos Paoli
Pour les articles homonymes, voir Matos et Paoli.
Francisco Matos Paoli (9 mars 1915 – 10 juillet 2000) est un poète, critique et homme politique portoricain. Il fut secrétaire général du Parti nationaliste de Porto Rico.

## Premières années et études
Francisco Matos Paoli est né à Lares dans une famille paysanne. Sa mère meurt quand il a quinze ans, la tristesse lui fait écrire son premier recueil de poèmes, Signario de Lágrimas, qui est publié en 1931. Il effectue ses études primaires et secondaires dans sa ville natale. Il consacre beaucoup de temps à la lecture des classiques de la littérature. C'est durant sa jeunesse qu'il rencontre Pedro Albizu Campos (en) et rejoint le Parti nationaliste de Porto Rico.

En 1933, il rencontre Lolita Lebrón dont il devient rapidement très proche, échangeant avec elle une importante correspondance, malgré l'opposition de leurs familles. Cette relation continue après que Francisco Matos ait intégré l'École polytechnique de l'Université de Porto Rico. Dans cette école, il obtient un Bachelor's degree en Éducation spécialisée en Espagnol et Lolita Lebrón le rejoint pour étudier la couture. Leur relation cesse quand Francisco part à la Sorbonne pour des études de Littérature comparée. 

En 1937, il publie son deuxième recueil de poèmes, Cardo Labriego et à la même période, il rencontre Isabel Freire Meléndez, elle aussi militante de l'indépendance de Porto Rico, qu'il épouse en 1942.

Après un diplôme en Littérature espagnole, il retourne à Porto Rico en 1943 et commence à enseigner au département des Humanités à l'Université de Porto Rico. Il s'investit aussi dans le spiritualisme en fondant un centre spirituel appelé Luz y Progreso (Lumière et progrès).

## Poète et nationaliste
En 1949, Francisco Matos Paoli est élu secrétaire général du Parti nationaliste de Porto Rico, ce qui l'amène évidemment à prononcer des discours nationalistes, interdits depuis 1948 à Porto Rico par la Ley 53 appelée Ley de la Mordaza (Loi du bâillon) qui interdit toute manifestation nationaliste ou toute exhibition de signes nationaux portoricains. Dès septembre 1950, il participe à de nombreuses activités nationalistes dans tout le pays en raison de sa fonction et particulièrement à une série d'émeutes dans différentes villes, qui culminent avec une attaque sur San Juan.

Le 2 novembre 1950 la police investit son domicile à la recherche d'armes ou de bombes, mais elle ne trouve qu'un drapeau portoricain, cela suffit à l'inculper au titre de la Loi 53. Il est alors renvoyé de son poste à l'Université de Porto Rico et condamné à vingt ans de prison, réduit plus tard à dix.

## Prisonnier politique
Pendant sa captivité, il partage sa cellule avec Pedro Albizu Campos (en) qu'il soulage pendant la maladie de ce dernier. En prison, il édite un journal contentant des nouvelles des prisonniers politiques, des chants patriotiques, des poèmes, des dessins. Il souffre d'hallucinations vraisemblablement dues à une dépression sévère, il est alors envoyé à l'hôpital psychiatrique. Après sa guérison, il écrit Canto a Puerto Rico et reprend son investissement dans le mysticisme et le christianisme.

En 1951, il publie un ensemble de poèmes, Luz de los Héroes, qui évoque la réalité de la lutte des Portoricains pour la liberté, mais aussi les autres aspects de la vie humaine.

Le 16 janvier 1952, il est libéré de façon conditionnelle, mais à la suite de l'attaque de la Chambre des représentants des États-Unis par des membres du Parti nationaliste de Porto Rico menés par Lolita Lebrón le 1er mars 1954, il est arrêté avec d'autres membres du parti. Face aux mauvais traitements qu'il subit, il commence une grève de la faim. le 26 mai 1955, après dix mois de prison, il est finalement gracié par Luis Muñoz Marin, gouverneur de Porto Rico.

## Le poète consacré
Il devient par la suite Poète résident de l'Université de Porto Rico et s'impose peu à peu comme l'un des plus grands poètes de langue espagnole du XXe siècle. Il meurt à San Juan le 10 juillet 2000.

#### Œuvres de Francisco Matos Paoli
- (es) Francisco Matos Paoli, Signario de lagrimas, Aguadilla, Editorial "Tribuna Libre", 1931, 84 p.
- (es) Francisco Matos Paoli, Teoria des olvido, San Juan, Junta editora, Universidad de Puerto Rico, 1944, 53 p.
- (es) Francisco Matos Paoli, Habitante del eco (1937-1941), Santurce, Imprenta Soltero, 1944, 99 p.
- (es) Francisco Matos Paoli, El viento y la paloma, 1961-63, San Juan, Ediciones Juan Ponce de León, 1969, 177 p.
- (es) Francisco Matos Paoli, La marea sube, San Juan, Ediciones Juan Ponce de León, 1971, 143 p.
- (es) Francisco Matos Paoli, La semilla encendida, San Juan, Ediciones Juan Ponce de León, 1971, 161 p.
- (es) Francisco Matos Paoli, Rostro en la estela, San Juan, Ediciones Juan Ponce de León, 1973, 173 p.
- (es) Francisco Matos Paoli, Diario de un poeta, San Juan, Ediciones Puerto, 1973, 357 p.
- (es) Francisco Matos Paoli, Testigo de la esperanza, S.l., Editorial Universitaria, Universidad de Puerto Rico, 1974, 132 p.
- (es) Francisco Matos Paoli, El engaño a los ojos, San Juan, Ediciones Juan Ponce de León, 1974, 158 p.
- (es) Francisco Matos Paoli, La orilla sitiada, San Juan, Ediciones Juan Ponce de León, 1974, 173 p.
- (es) Francisco Matos Paoli, Unción de la tierra, San Juan, Ediciones Juan Ponce de León, 1975, 146 p. (ISBN 84-399-4712-7)
- (es) Francisco Matos Paoli, Rielo del instante, San Juan, Ediciones Juan Ponce de León, 1975, 134 p. (ISBN 84-399-3898-5)
- (es) Francisco Matos Paoli, Dación y milagro, San Juan, Ediciones Juan Ponce de León, 1976, 146 p. (ISBN 84-399-5974-5)